# Michael Fassbender
Michael Fassbender (sinh ngày 2 tháng 4 năm 1977) là một nam diễn viên người Ireland gốc Đức. Anh được coi là ngôi sao của dòng phim độc lập, nhưng còn có nhiều vai diễn thành công trong các phim lớn của Hollywood, trong đó có trung úy Archie Hicox trong Inglourious Basterds (2009), Magneto trong X-Men: First Class (2011), David VIII trong Prometheus (2012) và vai chính trong Assassin's Creed (2016).
Các bộ phim đáng chú ý khác của anh còn có 300 (2006); Fish Tank (2009); Jane Eyre (2011); A Dangerous Method (2011). Ba bộ phim Hunger (2008); Shame (2011) và 12 Years a Slave (2013) - đều do Steve McQueen đạo diễn là những điểm nhấn trong sự nghiệp của anh. Với vai Brandon trong Shame, anh đã đoạt Cúp Volpi cho Nam diễn viên chính xuất sắc nhất tại Liên hoan phim Venice 2011, sau đó nhận được đề cử Giải Quả cầu vàng cùng đề cử Giải BAFTA cho nam diễn viên chính xuất sắc nhất. Vai Edwin Epps trong 12 Years a Slave mang lại cho anh đề cử nam diễn viên phụ xuất sắc nhất của Giải Quả cầu vàng và Giải Oscar 2014.
Năm 2015, Fassbender vào vai Macbeth trong bộ phim chuyển thể mới nhất từ vở kịch cùng tên của William Shakespeare và vai Steve Jobs trong bộ phim cùng tên của đạo diễn Danny Boyle. Anh nhận thêm các đề cử nam diễn viên chính xuất sắc nhất của Giải Oscar, Giải Quả cầu vàng, Giải BAFTA và Giải SAGBên cạnh việc diễn xuất, anh còn tiếp tục vai trò nhà sản xuất cho các phim Slow West, Assassin's Creed...

## Tiểu sử
Michael Fassbender sinh tại Heidelberg, Tây Đức (nay là Đức). Mẹ anh, Adele, là người Bắc Ireland, quê gốc ở Larne, hạt Antrim, và cha anh, Josef Fassbender, là người Đức. Theo truyện kể trong gia tộc, mẹ anh là chắt của Michael Collins, một lãnh tụ cách mạng Ireland trong chiến tranh giành độc lập. Khi Michael lên hai tuổi, cha mẹ anh chuyển tới Killarney, hạt Kerry, Ireland, tại đây họ mở một nhà hàng mang tên West End House, do cha anh làm bếp trưởng. Anh được giáo dục theo Công giáo và từng làm lễ sinh.
Khi còn nhỏ, Fassbender thường được cha mẹ cho nghỉ hè ở Đức nên hiện nay anh có thể nói khá thông thạo tiếng Đức. Anh học tại trường Fossa National và sau đó là trung học St. Brendan's, Killarney. Năm 17 tuổi, anh nhận thấy mình muốn theo nghiệp diễn viên sau khi được Donie Courtney mời tham gia đoàn kịch Bricriu. Năm 19 tuổi anh chuyển tới London để theo học chuyên ngành diễn xuất và kịch nghệ tại trường Drama Centre London. Tuy nhiên anh đã bỏ học sau ba năm để tham gia chuyến lưu diễn vở kịch Ba chị em của đoàn kịch Oxford Stage.

## Sự nghiệp

### Khởi đầu

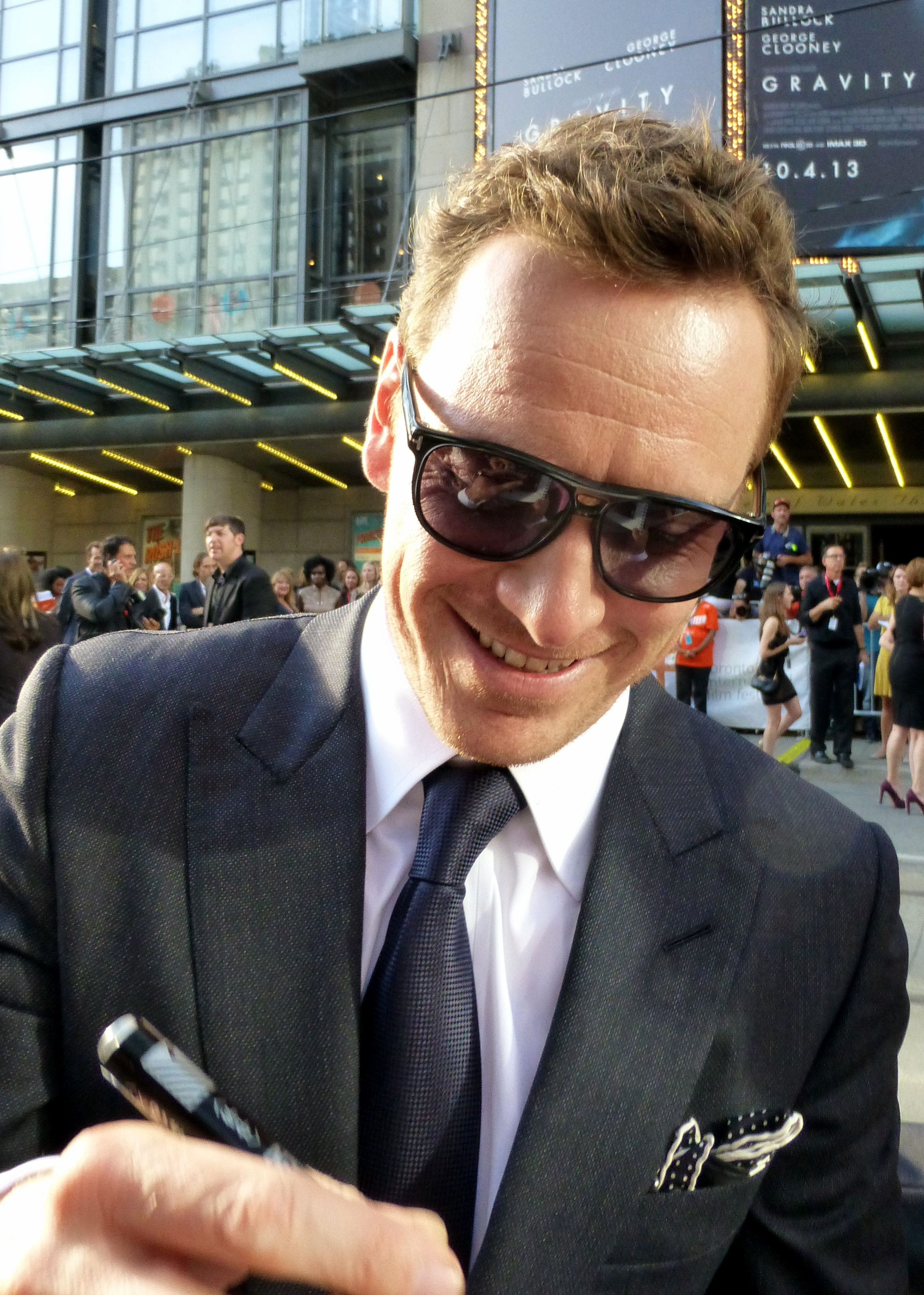
Fassbender tại buổi công chiếu phim 12 Years a Slave, LHP Toronto, 2013

Vai diễn đầu tiên của Michael Fassbender là Burton "Pat" Christenson trong Band of Brothers, series phim truyền hình nổi tiếng về thế chiến thứ hai của Tom Hanks và Steven Spielberg. Anh còn tham gia một loạt các bộ phim truyền hình khác, đặc biệt thành công với vai Azazeal trong phim truyền hình giả tưởng Hex của kênh Sky One. Từng muốn trở thành một rocker trước khi rẽ sang điện ảnh, anh còn là nhân vật chính trong video cho ca khúc "Blind Pilots" của ban nhạc Anh The Cooper Temple Clause.
Trong chương trình đọc truyện đêm khuya của đài BBC Bắc Ireland từ 24/11 đến 5/12/2003, Michael Fassbender đảm nhiệm phần lời cho vai chính Jonathan Harker trong tiểu thuyết Dracula.
Tại Liên hoan nghệ thuật Edinburgh Fringe 2006, anh đóng vai Michael Collins trong Allegiance, vở kịch của Mary Kenny dựa trên cuộc gặp giữa Winston Churchill và Collins. Bên cạnh đó, anh còn làm nhà sản xuất, đạo diễn và đóng trong phiên bản sân khấu của bộ phim Reservoir Dogs của Quentin Tarantino.
Fassbender xuất hiện trong Angel (Tên tại UK: The Real Life of Angel Deverell), với vai Esmé, một họa sĩ và là người yêu của một nữ nhà văn trẻ (Romola Garai đóng) vào đầu thế kỉ XX. Bộ phim ra mắt vào 17 tháng 2 năm 2007 tại Liên hoan phim Berlin và 14 tháng 3 năm 2007 tại Paris. Tiếp đến anh có một vai nhỏ trong Wedding Belles trong đó anh nói giọng Scotland và thể hiện tài khiêu vũ của mình.
Năm 2005, anh xuất hiện với vai trò nhân vật chính trong một video quảng cáo của hãng bia Guinness với nhan đề 'Bất hòa', đoạt giải FAB - giải thưởng quốc tế dành cho các chương trình liên quan đến ngành công nghiệp ẩm thực.

### Thành công

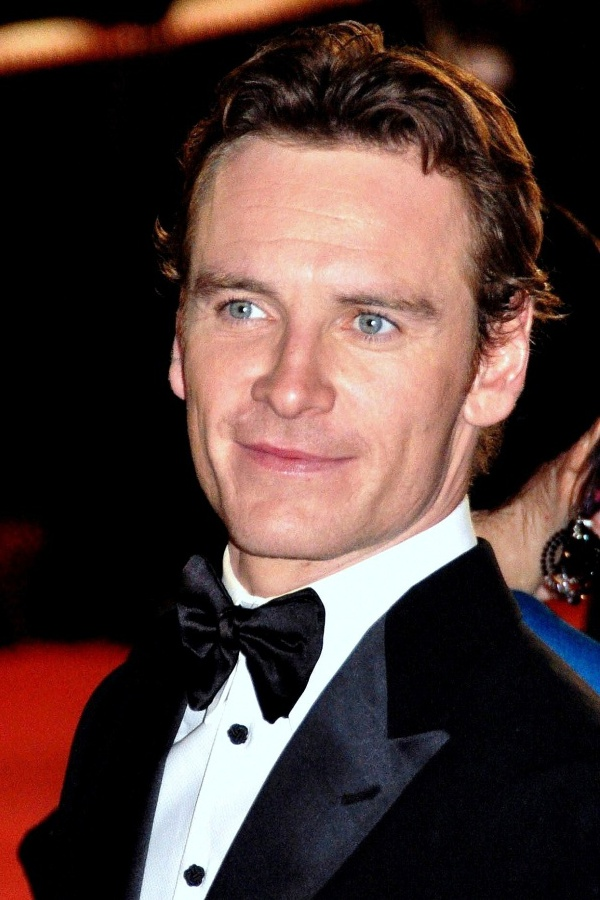
Michael Fassbender tại Liên hoan phim Cannes năm 2009

Cú đột phá đầu tiên của Michael Fassbender tại Mỹ là vai chiến binh Sparta Stelios trong phim 300 (2006) của đạo diễn Zack Snyder.
Vai diễn khẳng định tài năng của anh trên bình diện quốc tế là nhân vật có thật Bobby Sands, tù nhân tuyệt thực để ủng hộ lực lượng IRA trong phim Hunger (2008) của đạo diễn Steve McQueen. Anh đã giảm 14 kilogam để vào vai Sands một cách thuyết phục nhất và nhận được sự khen ngợi nhiệt liệt của giới phê bình cùng hàng loạt giải thưởng từ các liên hoan phim quốc tế - đỉnh cao là giải Nam diễn viên xuất sắc nhất của phim độc lập Anh quốc và Nam diễn viên xuất sắc nhất tại Giải thưởng thường niên điện ảnh và truyền hình Ireland.
Một năm sau thành công tại Liên hoan phim Cannes với phim Hunger, anh xuất hiện trong hai bộ phim khác. Đầu tiên là vai trung úy Anh Archie Hicox trong tác phẩm nổi tiếng Inglourious Basterds của Quentin Tarantino. Thứ hai là vai Connor trong Fish Tank của đạo diễn Andrea Arnold. Cả hai phim đều mang lại cho anh những lời tán dương và giải thưởng danh giá về diễn xuất.
Tài năng được khẳng định khiến cái tên Michael Fassbender ngày càng nổi tiếng và sự nghiệp của anh liên tục thăng hoa. Năm 2010, anh xuất hiện với những vai phụ trong Jonah Hex và Blood Creek. Vai Quintus Dias của anh trong Centurion của đạo diễn Neil Marshall cũng khá thành công.
Khả năng hóa thân đa dạng khiến Michael Fassbender được đạo diễn Cary Fukunaga chọn vào vai Edward Rochester trong Jane Eyre (2011), bên cạnh Mia Wasikowska vai Jane. Rochester được độc giả bầu chọn là nhân vật lãng mạn nhất trong văn học Anh, và một lần nữa diễn xuất của Michael không làm khán giả phải thất vọng.
Tuy nhiên, phải đến vai Magneto trong bộ phim bom tấn chuyển thể từ truyện tranh X-Men: First Class, anh mới thật sự trở thành một ngôi sao quốc tế. Lấy bối cảnh năm 1962, bộ phim tập trung vào mối quan hệ giữa Charles Xavier (James McAvoy) và Erik Lensherr, người về sau trở thành Magneto, dẫn đến mâu thuẫn khởi đầu cho cuộc chiến lâu dài giữa các X-Men và hội Brotherhood of Mutants. Trong ba tập đầu của loạt phim X-Men, diễn viên gạo cội Ian McKellen đã thể hiện xuất sắc vai Magneto, dị nhân có khả năng điều khiển điện-từ trường. Tuy vậy, Michael Fassbender đã vượt qua được cái bóng của ông, mang lại sức sống mới cho nhân vật và góp phần hồi sinh loạt phim X-Men đang xuống dốc. Phát hành tháng 6 năm 2011, X-Men: First Class nhận được những phản hồi rất tích cực từ khán giả, người hâm mộ truyện tranh lẫn giới phê bình. Bộ phim được coi là một trong những tác phẩm thành công nhất về đề tài siêu anh hùng, đoạt giải Best Fantasy Movie tại Scream Awards 2011. Vai Erik Lensherr cũng góp phần mang lại cho Michael Fassbender giải Spotlight của Ủy ban Quốc gia về Phê bình Điện ảnh và Giải của Hiệp hội phê bình phim Los Angeles cho nam diễn viên chính xuất sắc nhất.

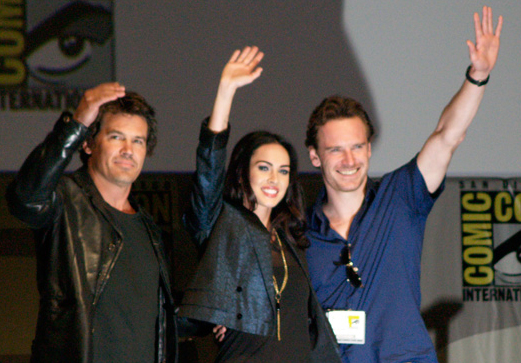
Fassbender (phải), Josh Brolin và Megan Fox quảng bá phim Jonah Hex, 2009.

Liên hoan phim Venice 2011 đánh dấu một năm thành công rực rỡ trong sự nghiệp của Michael Fassbender, với chiếc Cúp Volpi cho Nam diễn viên chính xuất sắc nhất dành cho vai Brandon, một nạn nhân của chứng nghiện tình dục trong phim Shame, tác phẩm thứ hai của anh dưới sự chỉ đạo của Steve McQueen. Shame được phát hành tại Mỹ cuối năm 2011, cùng với A Dangerous Method của David Cronenberg, trong đó Michael vào vai nhà tâm lý học phân tích người Thụy Sĩ Carl Jung, bên cạnh các ngôi sao Viggo Mortensen, Keira Knightley và Vincent Cassel. Với vai Brandon, anh cũng nhận được đề cử Giải Quả cầu vàng cùng đề cử Giải BAFTA cho nam diễn viên chính xuất sắc nhất. Tại BAFTA 2012, bộ phim Pitch Black Heist do anh đóng vai chính, đồng sản xuất và tham gia viết kịch bản đã đoạt giải Phim ngắn xuất sắc nhất.
Sự thành công của cả bốn vai diễn trong năm 2011 khiến Michael Fassbender trở thành cái tên quen thuộc ở nhiều lễ trao giải. Việc anh không có đề cử Oscar nam diễn viên chính được giới phê bình coi là một trong những thất vọng lớn nhất của Giải Oscar 2012 và làm dấy lên những tranh cãi về sự ngại ngần của Giải Oscar với các tác phẩm chứa đựng những cảnh tình dục quá chân thực và bạo liệt.
Đầu năm 2012, anh xuất hiện với một vai phụ trong Haywire, phim hành động ly kỳ của đạo diễn Steven Soderbergh.
Tháng sáu năm 2012, Michael Fassbender xuất hiện trong bộ phim khoa học viễn tưởng rất được mong đợi Prometheus của đạo diễn Ridley Scott với vai người máy sinh học David 8. Từ các tờ báo điện ảnh uy tín nhất đến khán giả đều dành những lời ca ngợi nhiệt thành cho diễn xuất hoàn hảo của anh.
Cũng trong năm 2012, anh tham gia phim 12 Years a Slave của Steve McQueen. Đây là tác phẩm hợp tác thứ ba của họ, dựa trên câu chuyện có thật về một người da đen tự do bị bắt cóc và bán làm nô lệ vào giữa thế kỉ 19, trong đó Michael Fassbender vào vai Edwin Epps, một chủ nô tàn ác ở miền Nam nước Mỹ. Sau khi hoàn thành và ra mắt, cả bộ phim và vai diễn của anh đều nhận được những lời khen ngợi nhiệt thành nhất của các nhà phê bình và công chúng. Diễn xuất của anh được ghi nhận bằng một đề cử Oscar dành cho nam diễn viên phụ, đồng thời được coi là một trong những nhân tố chính giúp bộ phim đoạt giải Phim hay nhất tại Giải Oscar 2014.
Tháng mười một năm 2013, Fassbender xuất hiện trong The Counselor do Ridley Scott đạo diễn, dựa trên kịch bản của nhà văn nổi tiếng Cormac McCarthy. Anh cũng đã hoàn thành vai Frank Sidebottom, người đứng đầu một ban nhạc rock trong bộ phim thể loại hài-âm nhạc dựa trên nhân vật có thật Frank và quay lại với vai Magneto trong phần tiếp theo của X-Men: First Class mang tên X-Men: Days of Future Past. Cả hai phim đều thành công và nhận được nhiều lời khen ngợi của các nhà phê bình. Vì trùng lịch làm việc nên anh đã phải bỏ qua vai diễn trong Jane Got A Gun bên cạnh Natalie Portman.
Trong thời gian cuối năm 2013, anh còn hoàn thành vai Silas - một lữ khách bí hiểm trong bộ phim phong cách Viễn Tây Slow West của đạo diễn John Maclean. Hãng DMC Film do anh đồng sáng lập đứng ra sản xuất bộ phim này. Phim ra mắt tại Liên hoan phim Sundance tháng 1/2015, đoạt giải Grand Jury dành cho phim chính kịch nước ngoài và nhận được rất nhiều lời khen ngợi từ các nhà phê bình.
Đầu năm 2014, anh đóng vai Macbeth trong bộ phim chuyển thể từ vở bi kịch cùng tên của đại văn hào Shakespeare. Nữ diễn viên đoạt giải Oscar Marion Cotillard được chọn để vào vai phu nhân Macbeth. Bộ phim được chọn vào danh sách tranh giải Cành cọ vàng tại Liên hoan phim Cannes tháng 5/2015 và được coi là một trong những phim hay nhất của liên hoan. Macbeth ra rạp vào tháng 10/2015.
Giữa năm 2014, Michael Fassbender nhận thêm hai dự án mới. Đạo diễn Derek Cianfrance (phim Blue Valentine) chuyển thể tiểu thuyết nổi tiếng The Light Between Oceans của M.L. Stedman và đã chọn anh vào vai Tom Sherbourne - người gác đèn biển sống cùng vợ trên một hòn đảo nhỏ cách biệt ở miền tây Australia, cuộc sống của họ thay đổi khi họ quyết định nuôi dưỡng đứa trẻ sống sót trong một vụ đắm thuyền bí ẩn.
Đầu năm 2015, Michael Fassbender vào vai Steve Jobs trong phim tiểu sử cùng tên. Gần như ngay sau khi bộ phim này đóng máy, anh tiếp tục quay lại với vai Magneto trong X-Men: Apocalypse, phần tiếp theo của X-Men: Days of Future Past - khởi quay tháng 4/2015. Steve Jobs cũng nhanh chóng ra rạp ngay tháng 10.2015 và cùng với Macbeth đem lại thêm một điểm nhấn thành công trong năm 2015.
Vào tháng 11/2015, một bộ phim được trông đợi của Michael Fassbender được trình chiếu tại American Film Market. TrongTrespass Against Us, anh vào vai một người đàn ông muốn thoát khỏi gia đình tội phạm của mình để tìm một tương lai tươi sáng hơn cho các con.
Sau nhiều lần trì hoãn, phim Assassin's Creed ra rạp mùa Giáng sinh năm 2016 và bạn diễn của anh một lần nữa là Marion Cotillard. Còn phần 2 của Prometheus mang tên Alien: Covenant ra mắt năm 2017, trong đó anh cùng lúc diễn hai vai Walter và David.
Đầu năm 2017, một phim đáng chú ý mà Fassbender tham gia diễn xuất đã ra mắt. Song to Song - bộ phim về âm nhạc do Terrence Malick viết kịch bản và đạo diễn.
Phim ra mắt trong nửa cuối năm 2017 của Michael Fassbender là The Snowman, phim chuyển thể từ tiểu thuyết trinh thám cùng tên của nhà văn Na Uy nổi tiếng Jo Nesbø. Nhưng phim cũng không thành công, giống như Assassin's Creed, Song to Song và Trespass Against Us.
Sau năm 2016-2017 không như mong đợi, anh tạm thời dừng việc nhận các dự án mới để dành thời gian cho niềm đam mê đua xe của mình. Tháng 6/2019, anh tái xuất hiện trước công chúng cho chiến dịch quảng bá phim ''X-Men: Dark Phoenix'', đáng tiếc vì phim cũng là một thất bại phòng vé.
Sau sự trở lại vào giữa năm 2019, anh tham gia Kung Fury 2, đang trong giai đoạn hậu kỳ. Dự án mới nhất là Next Goal Wins của đạo diễn Taika Waititi, với vai huấn luyện viên Hà Lan Thomas Rongen, người đã vực dậy đội tuyển American Samoa - một trong những đội bóng yếu nhất thế giới, đưa họ từ những thất bại triền miên đến chiến thắng.

### Tương lai

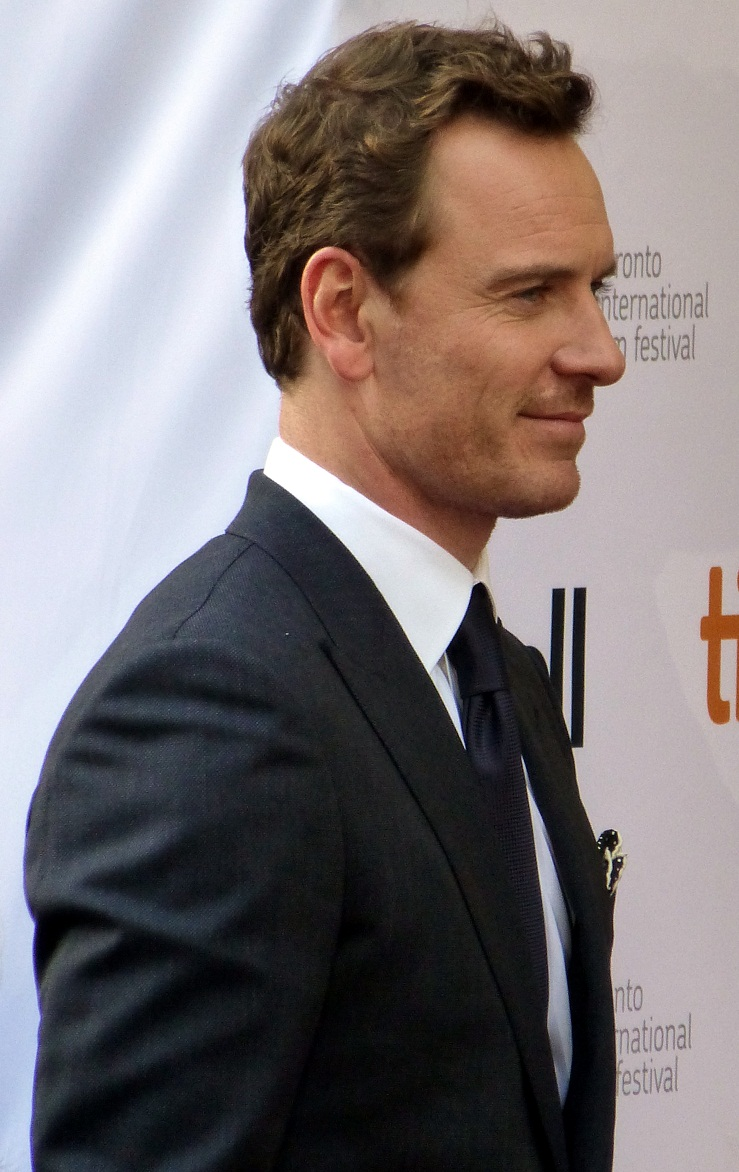
Michael Fassbender tại LHP quốc tế Toronto, 2013.

Lịch làm việc của Michael Fassbender luôn được xếp kín với rất nhiều dự án phim mới mà anh muốn thử sức, cả trong vai trò diễn viên lẫn vai trò biên kịch và nhà sản xuất. Hãng DMC Film do anh đồng sáng lập đang có bước phát triển tốt.
Sắp tới, anh sẽ trở thành nhà sản xuất đồng thời đóng chính trong phim Malko với vai Malko Linge, một điệp viên bí ẩn người Áo sống và làm việc tự do theo những nguyên tắc riêng của mình. Ngoài ra, còn có khả năng anh sẽ tham gia The Wild Bunch, làm lại bộ phim viễn Tây kinh điển từ năm 1969, do Mel Gibson đạo diễn.

## Đời tư
Michael Fassbender đã sống tại khu Hackney, London từ 15 năm nay. Cha mẹ anh vẫn ở Ireland còn chị anh, Catherine Fassbender, một chuyên gia trong ngành tâm lý học thần kinh thì đang sống ở Mỹ. Anh có những tình cảm sâu sắc với Hackney cũng như với nền văn hóa bản địa Ireland, vì vậy anh chưa có ý định chuyển tới Hollywood, dù các dự án phim khiến anh phải liên tục di chuyển giữa London và Los Angeles, California.
Fassbender là người hâm mộ môn đua xe công thức 1. Anh thường có mặt tại nhiều giải đua và trong chương trình Top Gear anh đã nói rằng mình là một fan của Michael Schumacher. Hiện nay anh là một tay đua chính thức của đội Scuderia Ferrari, đã tham gia nhiều giải đua và có một số chiến thắng.
Fassbender từng có mối quan hệ với bạn diễn trong X-Men: First Class, Zoë Kravitz. Năm 2012, anh hẹn hò với nữ diễn viên người Mỹ Nicole Beharie, bạn diễn trong phim Shame, họ chia tay năm 2013. Sau đó anh hẹn hò với nữ diễn viên Thụy Điển Alicia Vikander, bạn diễn trong The Light Between Oceans. Ngày 14 tháng 10 năm 2017, anh chính thức kết hôn với cô. Hai người đã có một cậu con trai, sinh năm 2021.

## Danh mục phim
| Năm  | Tên tác phẩm                                                                       | Vai diễn                 | Ghi chú/Giải thưởng |
| ---- | ---------------------------------------------------------------------------------- | ------------------------ | --- |
| 2001 | Band of Brothers                                                                   | Burton 'Pat' Christenson | TV mini series |
| 2001 | Hearts and Bones                                                                   | Hermann                  | TV series, 3 tập |
| 2002 | NCS Manhunt                                                                        | Jack Silver              | TV series |
| 2002 | Holby City                                                                         | Christian Connolly       | TV series, 1 tập |
| 2003 | Carla                                                                              | Rob                      | TV |
| 2004 | Gunpowder, Treason & Plot                                                          | Guy Fawkes               | TV |
| 2004 | Julian Fellowes Investigates: A Most Mysterious Murder – The Case of Charles Bravo | Charles Bravo            | TV |
| 2004 | A Bear Named Winnie                                                                | Trung úy Harry Colebourn | TV |
| 2004 | Sherlock Holmes and the Case of the Silk Stocking                                  | Charles Allen            | TV |
| 2005 | Murphy's Law                                                                       | Caz Miller               | TV series, 5 tập |
| 2005 | Our Hidden Lives                                                                   | Tù binh chiến tranh Đức  | TV |
| 2005 | Hex                                                                                | Azazeal                  | TV series, 12 tập (2 mùa, 2004–2005) |
| 2005 | William and Mary                                                                   | Lukasz                   | TV series, 1 tập |
| 2006 | Agatha Christie's Poirot tập After the Funeral                                     | George Abernethie        | TV series, 1 tập |
| 2006 | Trial & Retribution: Sins of the Father                                            | Douglas Nesbitt          | |
| 2007 | 300                                                                                | Stelios                  | |
| 2007 | Angel                                                                              | Esmé Howe-Nevinson       | |
| 2007 | Wedding Belles                                                                     | Barney                   | TV |
| 2008 | Hunger                                                                             | Bobby Sands              | Nam diễn viên chính xuất sắc nhất của phim độc lập Anh quốc LHP quốc tế Chicago: Giải Hugo Bạc cho Nam diễn viên chính xuất sắc nhất Giải thưởng thường niên điện ảnh và truyền hình Ireland: Nam diễn viên chính xuất sắc nhất Giải Rising Star của Viện phim Ireland Giải Kermode Award cho Nam diễn viên xuất sắc Giải thưởng của hội phê bình phim London cho Nam diễn viên chính của năm tại Anh quốc Montréal Festival of New Cinema: Giải diễn xuất Liên hoan phim quốc tế Stockholm - Nam diễn viên xuất sắc nhất Đề cử – Giải Rising Star, Viện Hàn lâm Nghệ thuật Điện ảnh và Truyền hình Anh quốc Đề cử – Nam diễn viên châu Âu xuất sắc nhất của Giải Phim châu Âu Đề cử – Giải của Hiệp hội phê bình phim Toronto cho nam diễn viên xuất sắc nhất. |
| 2008 | Eden Lake                                                                          | Steve                    | |
| 2008 | The Devil's Whore                                                                  | Thomas Rainsborough      | TV mini series Đề cử - Giải thưởng thường niên điện ảnh và truyền hình Ireland cho Nam diễn viên phụ xuất sắc nhất trong phim truyền hình. |
| 2009 | Blood Creek                                                                        | Richard Wirth            | |
| 2009 | Fish Tank                                                                          | Connor                   | LHP quốc tế Chicago: Giải Bảng Vàng cho Nam diễn viên phụ xuất sắc nhất Giải thưởng của Hội phê bình phim London cho Nam diễn viên phụ của năm tại Anh quốc Đề cử – Giải Điện ảnh Anh quốc độc lập cho nam diễn viên phụ xuất sắc nhất Đề cử – Giải Chlotrudis cho Nam diễn viên phụ xuất sắc nhất Đề cử – Giải thưởng thường niên điện ảnh và truyền hình Ireland cho Nam diễn viên phụ xuất sắc nhất trong phim điện ảnh. |
| 2009 | Inglourious Basterds                                                               | Trung úy Archie Hicox    | Giải của Hiệp hội phê bình phim trung tâm Ohio cho dàn diễn viên xuất sắc nhất Giải thưởng của Hội Diễn viên Điện ảnh cho Diễn xuất đột phá trong phim điện ảnh Giải của Hội phê bình phim Phoenix cho Dàn diễn viên xuất sắc nhất Giải của Hiệp hội phê bình phim phát sóng cho toàn bộ vai diễn xuất sắc nhất Giải của Hội các nhà phê bình phim San Diego cho Dàn diễn viên xuất sắc nhất |
| 2010 | Centurion                                                                          | Quintus Dias             | |
| 2010 | Jonah Hex                                                                          | Burke                    | |
| 2011 | Jane Eyre                                                                          | Edward Rochester         | Giải Spotlight của Ủy ban Quốc gia về Phê bình Điện ảnh Giải của Hiệp hội phê bình phim Los Angeles cho nam diễn viên chính xuất sắc nhất Giải Evening Standard British Film cho nam diễn viên xuất sắc nhất Giải Sant Jordi cho Nam diễn viên nước ngoài xuất sắc nhất Đề cử - Giải của Hiệp hội phê bình phim trung tâm Ohio cho nam diễn viên của năm |
| 2011 | X-Men: First Class                                                                 | Erik Lensherr / Magneto  | Giải IGN cho Dàn diễn viên được yêu thích nhất Giải IGN cho Vai phản diện xuất sắc nhất Giải Spotlight của Ủy ban Quốc gia về Phê bình Điện ảnh Giải của Hiệp hội phê bình phim Los Angeles cho nam diễn viên chính xuất sắc nhất Giải Sant Jordi cho Nam diễn viên nước ngoài xuất sắc nhất Đề cử - Scream Award cho Nam diễn viên xuất sắc nhất trong phim giả tưởng Đề cử - Scream Award cho Nam diễn viên có diễn xuất đột phá Đề cử - Scream Award cho Dàn diễn viên xuất sắc nhất Đề cử - Giải People's Choice cho Dàn diễn viên được yêu thích nhất Đề cử - Giải của Hiệp hội phê bình phim trung tâm Ohio cho nam diễn viên của năm |
| 2011 | A Dangerous Method                                                                 | Carl Jung                | Giải Spotlight của Ủy ban Quốc gia về Phê bình Điện ảnh Giải của Hiệp hội phê bình phim Los Angeles cho nam diễn viên chính xuất sắc nhất Giải Nam diễn viên Anh quốc của năm lần thứ 32 của Hội phê bình phim London Giải Sant Jordi cho Nam diễn viên nước ngoài xuất sắc nhất Đề cử - Giải của Hiệp hội phê bình phim trung tâm Ohio cho nam diễn viên của năm Đề cử - Giải Genie của điện ảnh Canada cho nam diễn viên chính xuất sắc nhất. |
| 2011 | Shame                                                                              | Brandon                  | LHP Venice: Cúp Volpi cho Nam diễn viên chính xuất sắc nhất Giải Nam diễn viên chính xuất sắc nhất tại Liên hoan phim châu Âu Seville 2011 Giải Nam diễn viên chính xuất sắc nhất của LHP độc lập Anh quốc Giải Spotlight của Ủy ban Quốc gia về Phê bình Điện ảnh Giải Nam diễn viên chính xuất sắc nhất của Hội phê bình phim Houston Giải Nam diễn viên chính xuất sắc nhất của Hội phê bình phim Detroit Giải của Hội các nhà phê bình phim Florida cho nam diễn viên chính xuất sắc nhất Giải của Hiệp hội phê bình phim Los Angeles cho nam diễn viên chính xuất sắc nhất Giải của Hội phê bình phim online cho nam diễn viên chính xuất sắc nhất Giải nam diễn viên chính xuất sắc nhất tại LHP quốc tế Capri Hollywood Giải của website phê bình phim độc lập indieWire cho Vai chính xuất sắc nhất (đồng nhận giải với Michael Shannon) Giải nam diễn viên chính xuất sắc nhất của Hội phê bình phim Vancouver Giải nam diễn viên chính xuất sắc nhất của Hội các nữ phóng viên điện ảnh Giải Nam diễn viên Anh quốc của năm lần thứ 32 của Hội phê bình phim London Giải Rising Star của The Gay and Lesbian Entertainment Critics Association Giải Sant Jordi cho nam diễn viên nước ngoài xuất sắc nhất Giải The Richard Attenborough UK Regional Film cho nam diễn viên chính xuất sắc nhất Giải Evening Standard British Film cho nam diễn viên xuất sắc nhất Giải thưởng điện ảnh và truyền hình Ireland cho nam diễn viên chính xuất sắc nhất trong phim điện ảnh Giải Kermode cho nam diễn viên chính xuất sắc nhất Đề cử giải Satellite Đề cử giải Nam diễn viên chính xuất sắc nhất của Hiệp hội phê bình phim Washington D.C. Đề cử Giải của Hiệp hội phê bình phim Chicago cho nam diễn viên chính xuất sắc nhất Đề cử Nam diễn viên chính xuất sắc nhất của Hiệp hội phê bình phim Đông Nam Đề cử giải Nam diễn viên chính xuất sắc nhất của Hội phê bình phim St. Louis Gateway Đề cử Giải nam diễn viên chính xuất sắc nhất của Hội các nhà phê bình thành phố Phoenix Đề cử - Giải của Hiệp hội phê bình phim trung tâm Ohio cho nam diễn viên của năm Đề cử - Giải của Hiệp hội phê bình phim trung tâm Ohio cho nam diễn viên chính xuất sắc nhất Đề cử – Giải của Hiệp hội phê bình phim Toronto cho nam diễn viên xuất sắc nhất Đề cử - Giải Nam diễn viên chính xuất sắc nhất của báo Village Voice Film Đề cử Giải của Hiệp hội Phê bình Phim Phát sóng cho nam diễn viên chính xuất sắc nhất Đề cử - Giải thưởng của Hội phê bình phim Denver cho nam diễn viên chính xuất sắc nhất Đề cử - Giải thưởng của Hội phê bình phim Dallas-Fort Worth cho nam diễn viên chính xuất sắc nhất Đề cử Giải Quả cầu vàng cho nam diễn viên phim chính kịch xuất sắc nhất Đề cử - Giải Nam diễn viên chính của năm lần thứ 32 của Hội phê bình phim London Đề cử - Giải nam diễn viên quốc tế xuất sắc nhất của Viện phim Úc Đề cử - Giải Vai diễn điện ảnh của năm của The Gay and Lesbian Entertainment Critics Association Film And TV Đề cử - Giải thưởng của Viện Hàn lâm Nghệ thuật Điện ảnh và Truyền hình Anh quốc cho nam diễn viên chính xuất sắc nhất Đề cử - Nam diễn viên châu Âu xuất sắc nhất của Giải Phim châu Âu |
| 2011 | Pitch Black Heist                                                                  | Michael                  | phim ngắn, đồng sản xuất Giải Phim ngắn xuất sắc nhất của Viện Hàn lâm Nghệ thuật Điện ảnh và Truyền hình Anh quốc |
| 2012 | Haywire                                                                            | Paul                     | |
| 2012 | Prometheus                                                                         | David                    | Đề cử - Nam diễn viên phụ của năm của Hội phê bình phim London. Đề cử - Giải Sao Thổ cho nam diễn viên phụ xuất sắc nhất |
| 2013 | 12 Years a Slave                                                                   | Edwin Epps               | Giải của Viện phim Úc cho nam diễn viên phụ xuất sắc nhất. Giải của Hiệp hội phê bình phim Iowa cho nam diễn viên phụ xuất sắc nhất. Giải của Hiệp hội phê bình phim Georgia cho nam diễn viên phụ xuất sắc nhất. Giải của Hội phê bình phim online cho nam diễn viên phụ xuất sắc nhất. Giải của Hội phê bình phim thành phố Kansas cho nam diễn viên phụ xuất sắc nhất. Giải của Hội phê bình phim online Boston cho dàn diễn viên xuất sắc nhất. Giải của Hiệp hội phê bình phim Washington D.C cho dàn diễn viên xuất sắc nhất. Giải của Liên hoan phim Capri cho nam diễn viên phụ xuất sắc nhất. Giải của Hội các nhà phê bình phim da đen cho dàn diễn viên xuất sắc nhất. Giải của Hội phê bình phim Bắc Carolina cho nam diễn viên phụ xuất sắc nhất. Giải Jameson Empire cho nam diễn viên phụ xuất sắc nhất. Giải Điện ảnh và Truyền hình Ireland cho nam diễn viên phụ xuất sắc nhất. Đề cử - Giải Oscar cho nam diễn viên phụ xuất sắc nhất. Đề cử - Giải BAFTA cho nam diễn viên phụ xuất sắc nhất. Đề cử - Giải Điện ảnh của MTV cho vai phản diện xuất sắc nhất. Đề cử - Giải Black Reel cho dàn diễn viên xuất sắc nhất. Đề cử - Giải của Hội phê bình phim London cho nam diễn viên phụ xuất sắc nhất. Đề cử - Giải nam diễn viên Anh quốc của năm của Hội phê bình phim London. Đề cử - Giải Tinh thần độc lập cho nam diễn viên phụ xuất sắc nhất. Đề cử - Giải Satellite cho nam diễn viên phụ xuất sắc nhất. Đề cử - Giải của Hiệp hội phê bình phim Chicago cho nam diễn viên phụ xuất sắc nhất. Đề cử -Giải của Hiệp hội Phê bình Phim Phát sóng cho nam diễn viên phụ xuất sắc nhất Đề cử Giải của Hội phê bình phim Phoenix cho nam diễn viên phụ xuất sắc nhất. Đề cử - Giải của Hội phê bình phim Phoenix cho dàn diễn viên xuất sắc nhất. Đề cử - Giải thưởng của Hội Diễn viên Điện ảnh cho nam diễn viên phụ xuất sắc nhất. Đề cử - Giải thưởng của Hội Diễn viên Điện ảnh cho dàn diễn viên xuất sắc nhất. Đề cử Giải Quả cầu vàng cho nam diễn viên điện ảnh phụ xuất sắc nhất. Đề cử - Giải nam diễn viên phụ xuất sắc nhất của Hội phê bình phim Vancouver. Đề cử - Giải Nam diễn viên phụ xuất sắc nhất của Hội phê bình phim Houston. Đề cử - Giải nam diễn viên phụ xuất sắc nhất của Hội các nữ phóng viên điện ảnh. Đề cử - Giải dàn diễn viên xuất sắc nhất của Hội các nữ phóng viên điện ảnh. Đề cử - Nam diễn viên phụ xuất sắc nhất của Hiệp hội phê bình phim Đông Nam. Đề cử - Giải của Hiệp hội phê bình phim Toronto cho nam diễn viên phụ xuất sắc nhất. Đề cử - Giải của Hiệp hội phê bình phim Utah cho nam diễn viên phụ xuất sắc nhất. Đề cử - Giải của Hội phê bình phim Dallas–Fort Worth cho nam diễn viên phụ xuất sắc nhất. Đề cử - Giải của Hội phê bình phim Florida cho nam diễn viên phụ xuất sắc nhất. Đề cử - Giải của Hiệp hội phê bình phim St. Louis Gateway cho nam diễn viên phụ xuất sắc nhất. Đề cử - Giải của Hội phê bình phim San Francisco cho nam diễn viên phụ xuất sắc nhất. Đề cử - Giải của Hội phê bình phim Detroit cho dàn diễn viên xuất sắc nhất. Đề cử - Giải của Hội phê bình phim San Diego cho nam diễn viên phụ xuất sắc nhất. Đề cử - Giải của Hội phê bình phim San Diego cho dàn diễn viên xuất sắc nhất. Đề cử - Giải của Hiệp hội phê bình phim Washington D.C cho nam diễn viên phụ xuất sắc nhất. Đề cử - Giải của Hội phê bình phim New York cho nam diễn viên phụ xuất sắc nhất. |
| 2013 | The Counselor                                                                      | The Counselor            | Đề cử - Giải nam diễn viên Anh quốc của năm của Hội phê bình phim London. |
| 2014 | X-Men: Days of Future Past                                                         | Erik Lensherr / Magneto  | Đề cử - Giải Sự lựa chọn của Giới trẻ cho Vai phản diện xuất sắc nhất. Đề cử - Giải People's Choice cho Nam diễn viên phim hành động được yêu thích nhất. |
| 2014 | 1: Life on the Limit                                                               | đọc lời bình             | phim tài liệu |
| 2014 | Frank                                                                              | Frank                    | Giải CinEuphoria quốc tế cho Nam diễn viên phụ xuất sắc nhất (chung với 12 Years a Slave). Giải Lost Weekend cho Nam diễn viên xuất sắc nhất. Đề cử - Giải Phim độc lập Anh quốc cho Nam diễn viên phụ xuất sắc nhất. Đề cử - Giải National Film cho Diễn xuất đột phá. Đề cử - Giải Village Voice Film Poll cho Nam diễn viên phụ xuất sắc nhất. Đề cử - Giải Chlotrudis cho Nam diễn viên phụ xuất sắc nhất. Đề cử - Giải Điện ảnh và Truyền hình Ireland cho Nam diễn viên xuất sắc nhất. |
| 2015 | Slow West                                                                          | Silas Selleck            | Đề cử - Giải của Hội phê bình phim London cho nam diễn viên chính. |
| 2015 | Macbeth                                                                            | Macbeth                  | Đề cử - Giải Phim độc lập Anh quốc cho nam diễn viên chính xuất sắc nhất. Đề cử - Giải của Hội phê bình phim London cho nam diễn viên chính. Đề cử - Giải London Evening Standard. |
| 2015 | Steve Jobs                                                                         | Steve Jobs               | Giải International Star của Liên hoan phim quốc tế Palm Springs. Giải của Hiệp hội phê bình phim Los Angeles cho nam diễn viên chính xuất sắc nhất. Giải của Hội phê bình phim trực tuyến cho Nam diễn viên chính xuất sắc nhất. Giải nam diễn viên chính xuất sắc nhất của Hội các nhà phê bình thành phố Phoenix. Giải của Hội phê bình phim Houston cho nam diễn viên chính xuất sắc nhất. Giải của Hội phê bình phim Austin cho nam diễn viên chính xuất sắc nhất. Giải của Hội phê bình phim Vancouver cho nam diễn viên chính xuất sắc nhất. Giải của Hội phê bình phim Bắc Carolina cho nam diễn viên chính xuất sắc nhất. Giải Indiewire Critics' Poll cho nam diễn viên chính xuất sắc nhất. Giải Jupiter cho nam diễn viên chính xuất sắc nhất. Giải Điện ảnh và Truyền hình Ireland cho nam diễn viên chính xuất sắc nhất. Đề cử - Giải Oscar cho nam diễn viên chính xuất sắc nhất. Đề cử - Giải BAFTA cho nam diễn viên chính xuất sắc nhất. Đề cử - Giải Satellite cho Nam diễn viên chính xuất sắc nhất. Đề cử - Giải của Hiệp hội phê bình phim Washington D.C cho Nam diễn viên chính xuất sắc nhất. Đề cử - Giải Quả cầu vàng cho nam diễn viên phim chính kịch xuất sắc nhất. Đề cử - Giải thưởng của Hội Diễn viên Điện ảnh cho nam diễn viên chính xuất sắc nhất. Đề cử - Giải của Nhóm phê bình phim San Francisco cho nam diễn viên chính xuất sắc nhất. Đề cử - Giải của Hội phê bình phim London cho nam diễn viên chính. Đề cử - Giải Lựa chọn của các nhà phê bình cho nam diễn viên chính xuất sắc nhất. Đề cử - Giải của Hội phê bình phim Australia cho nam diễn viên chính xuất sắc nhất. Đề cử - Giải của Hiệp hội các nữ phóng viên điện ảnh cho nam diễn viên chính xuất sắc nhất. Đề cử - Giải của Hội phê bình phim trung tâm Ohio cho nam diễn viên chính xuất sắc nhất. Đề cử - Giải London Evening Standard. Đề cử - Giải của Hội phê bình phim Detroit cho nam diễn viên chính xuất sắc nhất. Đề cử - Giải của Hội phóng viên điện ảnh Indiana cho nam diễn viên chính xuất sắc nhất. Đề cử - Giải nam diễn viên chính xuất sắc nhất của Hội phê bình phim Chicago. Đề cử - Giải nam diễn viên chính xuất sắc nhất của Hội phê bình phim Dallas-Fort Worth. Đề cử - Giải nam diễn viên chính xuất sắc nhất của Hội phê bình phim Florida. Đề cử - Giải nam diễn viên chính xuất sắc nhất của Hội phê bình phim Kansas City. Đề cử - Giải nam diễn viên chính xuất sắc nhất của Hội phê bình phim Đông Nam. Đề cử - Giải nam diễn viên chính xuất sắc nhất của Hội phê bình phim Georgia. Đề cử - Giải nam diễn viên chính xuất sắc nhất của Hội phê bình phim Seattle. Đề cử - Giải nam diễn viên chính xuất sắc nhất của Hội phê bình phim Toronto. |
| 2016 | X-Men: Apocalypse                                                                  | Erik Lensherr / Magneto  | phát hành 27/5/2016 |
| 2016 | Trespass Against Us                                                                | Chad Cutler              | Đề cử - Giải nam diễn viên chính xuất sắc nhất của Phim độc lập Anh quốc. |
| 2016 | Assassin's Creed                                                                   | Callum Lynch             | phát hành 21/12/2016 |
| 2016 | The Light Between Oceans                                                           | Tom Sherbourne           | phát hành 2/9/2016 |
| 2017 | Alien: Covenant                                                                    | David / Walter           | |
| 2017 | Song to Song                                                                       | Cook                     | phát hành 17/3/2017 |
| 2017 | The Snowman                                                                        | Harry Hole               | phát hành 3/10/2017 |
| 2019 | X-Men: Dark Phoenix                                                                | Erik Lehnsherr / Magneto | |
| 2019 | Kung Fury 2                                                                        | Colt Magnum              | hậu kỳ |
| 2020 | Next Goal Wins                                                                     | Thomas Rongen            | đang quay |

## Video game
| Năm  | Video game | Vai   | Ghi chú |
| ---- | ---------- | ----- | ------- |
| 2010 | Fable III  | Logan |         |

## Danh mục kịch
| Năm  | Tác phẩm                  | Tác giả                                 | Vai                      | Ghi chú                                                |
| ---- | ------------------------- | --------------------------------------- | ------------------------ | ------------------------------------------------------ |
| 1994 | Fairytales Fairytales 123 | Donie Courtney                          | Cô chị của Cinderella    | - Lần trình diễn đầu tiên trên sân khấu                |
| 1995 | Reservoir Dogs            | dựa trên kịch bản của Quentin Tarantino | Mr. Pink                 | - đồng sản xuất và đạo diễn                            |
| 1999 | Ba chị em                 | Anton Chekhov                           | Alexei Petrovich Fedotik | - Trình diễn tại Oxford Stage Company                  |
| 2006 | Allegiance                | Mary Kenny                              | Michael Collins          | - Trình diễn tại Liên hoan nghệ thuật Edinburgh Fringe |

## Truyền hình
Michael Fassbender xuất hiện trên chương trình Top Gear tại Surrey, Anh Quốc, vào ngày 8 tháng 2 năm 2012. Anh đã hoàn thành vòng đua trên đường đua kiểm tra trong khoảng thời gian 1:42.8, trở thành người nhanh thứ ba trong số các ngôi sao từng tham gia chương trình. Cuộc phỏng vấn của anh do Jeremy Clarkson thực hiện được phát trên kênh BBC2 vào 19 tháng 2 năm 2012. Anh còn đọc lời bình cho bộ phim tài liệu về đường đua F1 ra mắt năm 2014 mang tên '1: Life on the Limit'.

## Giải thưởng
| Năm                | Giải thưởng                                                             | Hạng mục                                               | Phim                                                     | Kết quả   |
| ------------------ | ----------------------------------------------------------------------- | ------------------------------------------------------ | -------------------------------------------------------- | --------- |
| 2008               | Liên hoan phim quốc tế Stockholm                                        | Nam diễn viên chính xuất sắc nhất                      | Hunger                                                   | Đoạt giải |
| 2008               | Montréal Festival of New Cinema                                         | Giải diễn xuất                                         | Hunger                                                   | Đoạt giải |
| 2008               | Giải Phim châu Âu                                                       | Nam diễn viên châu Âu xuất sắc nhất                    | Hunger                                                   | Đề cử     |
| 2008               | Liên hoan phim quốc tế Chicago                                          | Giải Hugo Bạc cho Nam diễn viên chính xuất sắc nhất    | Hunger                                                   | Đoạt giải |
| 2008               | Giải Phim độc lập Anh quốc                                              | Nam diễn viên chính xuất sắc nhất                      | Hunger                                                   | Đoạt giải |
| 2009               | Hiệp hội phê bình phim Toronto                                          | Nam diễn viên chính xuất sắc nhất                      | Hunger                                                   | Đề cử     |
| 2009               | Giải Hội phê bình phim London                                           | Nam diễn viên Anh quốc của năm                         | Hunger                                                   | Đoạt giải |
| 2009               | Giải Điện ảnh và Truyền hình Ireland                                    | Nam diễn viên phụ xuất sắc nhất trong phim truyền hình | The Devil's Whore                                        | Đề cử     |
| 2009               | Giải Điện ảnh và Truyền hình Ireland                                    | Nam diễn viên chính xuất sắc nhất trong phim điện ảnh  | Hunger                                                   | Đoạt giải |
| 2009               | Giải Điện ảnh và Truyền hình Ireland                                    | Giải Rising Star                                       |                                                          | Đoạt giải |
| 2009               | Evening Standard British Film Awards                                    | Nam diễn viên chính xuất sắc nhất                      | Hunger                                                   | Đề cử     |
| 2009               | Liên hoan phim quốc tế Chicago                                          | Giải Bảng Vàng cho Nam diễn viên phụ xuất sắc nhất     | Fish Tank                                                | Đoạt giải |
| 2009               | Giải phim độc lập Anh quốc                                              | Nam diễn viên phụ xuất sắc nhất                        | Fish Tank                                                | Đề cử     |
| 2009               | Viện Hàn lâm Nghệ thuật Điện ảnh và Truyền hình Anh quốc                | Giải Rising Star                                       |                                                          | Đề cử     |
| 2010               | Giải thưởng của Hội Diễn viên Điện ảnh                                  | Diễn xuất đột phá trong phim điện ảnh                  | Inglourious Basterds                                     | Đoạt giải |
| 2010               | Giải Hội phê bình phim London                                           | Nam diễn viên phụ Anh quốc của năm                     | Fish Tank                                                | Đoạt giải |
| 2010               | Giải Điện ảnh và Truyền hình Ireland                                    | Nam diễn viên phụ trong phim điện ảnh                  | Fish Tank                                                | Đề cử     |
| 2010               | Hiệp hội phê bình phim trung tâm Ohio                                   | Dàn diễn viên xuất sắc nhất                            | Inglourious Basterds                                     | Đoạt giải |
| 2010               | Hội phê bình phim Phoenix                                               | Dàn diễn viên xuất sắc nhất                            | Inglourious Basterds                                     | Đoạt giải |
| 2010               | Hiệp hội Phê bình Phim Phát sóng                                        | Dàn diễn viên xuất sắc nhất                            | Inglourious Basterds                                     | Đoạt giải |
| 2010               | Hội phê bình phim San Diego                                             | Dàn diễn viên xuất sắc nhất                            | Inglourious Basterds                                     | Đoạt giải |
| 2011               | Giải Chlotrudis                                                         | Nam diễn viên phụ xuất sắc nhất                        | Fish Tank                                                | Đề cử     |
| 2011               | LHP Venice                                                              | Cúp Volpi cho Nam diễn viên chính xuất sắc nhất        | Shame                                                    | Đoạt giải |
| 2011               | Scream Award                                                            | Nam diễn viên chính xuất sắc trong phim giả tưởng      | X-Men: First Class                                       | Đề cử     |
| 2011               | Scream Award                                                            | Nam diễn viên có diễn xuất đột phá                     | X-Men: First Class                                       | Đề cử     |
| 2011               | Scream Award                                                            | Dàn diễn viên xuất sắc nhất                            | X-Men: First Class                                       | Đề cử     |
| 2011               | Giải phim độc lập Anh quốc                                              | Nam diễn viên chính xuất sắc nhất                      | Shame                                                    | Đoạt giải |
| 2011               | Giải People's Choice                                                    | Dàn diễn viên được yêu thích nhất                      | X-Men: First Class                                       | Đề cử     |
| 2011               | Giải IGN                                                                | Dàn diễn viên xuất sắc nhất                            | X-Men: First Class                                       | Đoạt giải |
| 2011               | Giải IGN                                                                | Vai phản diện xuất sắc nhất                            | X-Men: First Class                                       | Đoạt giải |
| 2011               | Giải Liên hoan phim châu Âu Seville                                     | Nam diễn viên chính xuất sắc nhất                      | Shame                                                    | Đoạt giải |
| 2011               | Ủy ban Quốc gia về Phê bình Điện ảnh                                    | Giải Spotlight                                         | A Dangerous Method, Jane Eyre, Shame, X-Men: First Class | Đoạt giải |
| 2011               | Giải Satellite                                                          | Nam diễn viên xuất sắc nhất trong phim điện ảnh        | Shame                                                    | Đề cử     |
| 2011               | Hội phê bình phim Washington D.C                                        | Nam diễn viên chính xuất sắc nhất                      | Shame                                                    | Đề cử     |
| 2011               | Hội phê bình phim Houston                                               | Nam diễn viên chính xuất sắc nhất                      | Shame                                                    | Đoạt giải |
| 2011               | Hội phê bình phim Detroit                                               | Nam diễn viên chính xuất sắc nhất                      | Shame                                                    | Đoạt giải |
| 2011               | Hiệp hội phê bình phim Los Angeles                                      | Nam diễn viên chính xuất sắc nhất                      | A Dangerous Method, Jane Eyre, Shame, X-Men: First Class | Đoạt giải |
| 2011               | Hiệp hội phê bình phim St. Louis Gateway                                | Nam diễn viên chính xuất sắc nhất                      | Shame                                                    | Đề cử     |
| 2011               | Hiệp hội các nhà phê bình phim Đông Nam                                 | Nam diễn viên chính xuất sắc nhất                      | Shame                                                    | Đề cử     |
| 2011               | Hiệp hội phê bình phim Chicago                                          | Nam diễn viên chính xuất sắc nhất                      | Shame                                                    | Đề cử     |
| 2011               | Hội các nhà phê bình phim Florida                                       | Nam diễn viên chính xuất sắc nhất                      | Shame                                                    | Đoạt giải |
| 2011               | Hội các nhà phê bình phim Phoenix                                       | Nam diễn viên chính xuất sắc nhất                      | Shame                                                    | Đề cử     |
| 2011               | Hiệp hội Phê bình Phim Phát sóng                                        | Nam diễn viên chính xuất sắc nhất                      | Shame                                                    | Đề cử     |
| 2011               | Hội phê bình phim trực tuyến                                            | Nam diễn viên chính xuất sắc nhất                      | Shame                                                    | Đoạt giải |
| 2011               | Giải Quả cầu vàng                                                       | Nam diễn viên phim chính kịch xuất sắc nhất            | Shame                                                    | Đề cử     |
| 2011               | London Critics' Circle Film Awards                                      | Nam diễn viên Anh quốc của năm                         | A Dangerous Method, Shame                                | Đoạt giải |
| 2011               | London Critics' Circle Film Awards                                      | Nam diễn viên chính của năm                            | Shame                                                    | Đề cử     |
| 2012               | Hiệp hội phê bình phim trung tâm Ohio                                   | Nam diễn viên của năm                                  | A Dangerous Method, Jane Eyre, Shame, X-Men: First Class | Đề cử     |
| 2012               | Hiệp hội phê bình phim trung tâm Ohio                                   | Nam diễn viên chính xuất sắc nhất                      | Shame                                                    | Đề cử     |
| 2012               | Giải Hội phê bình phim Vancouver                                        | Nam diễn viên chính xuất sắc nhất                      | Shame                                                    | Đoạt giải |
| 2012               | Liên hoan phim Capri Hollywood                                          | Nam diễn viên chính xuất sắc nhất                      | Shame                                                    | Đoạt giải |
| 2012               | Indie Wire Critics Survey                                               | Vai chính xuất sắc nhất                                | Shame                                                    | Đoạt giải |
| 2012               | Giải Hội phê bình phim Denver                                           | Nam diễn viên chính xuất sắc nhất                      | Shame                                                    | Đề cử     |
| 2012               | Giải Hiệp hội phê bình phim Dallas-Fort Worth                           | Nam diễn viên chính xuất sắc nhất                      | Shame                                                    | Đề cử     |
| 2012               | Village Voice Film Poll                                                 | Nam diễn viên chính xuất sắc nhất                      | Shame                                                    | Đề cử     |
| 2012               | Hiệp hội phê bình phim Toronto                                          | Nam diễn viên chính xuất sắc nhất                      | Shame                                                    | Đề cử     |
| 2012               | Hội các nữ phóng viên điện ảnh                                          | Nam diễn viên chính xuất sắc nhất                      | Shame                                                    | Đoạt giải |
| 2012               | Giải điện ảnh và truyền hình Ireland                                    | Nam diễn viên chính xuất sắc nhất trong phim điện ảnh  | Shame                                                    | Đoạt giải |
| 2012               | The Gay and Lesbian Entertainment Critics Association Film And TV Award | Vai diễn điện ảnh của năm                              | Shame                                                    | Đề cử     |
| 2012               | The Gay and Lesbian Entertainment Critics Association Award             | Rising Star                                            | Shame                                                    | Đoạt giải |
| 2012               | Viện Hàn lâm Nghệ thuật Điện ảnh và Truyền hình Australia               | Nam diễn viên quốc tế xuất sắc nhất                    | Shame                                                    | Đề cử     |
| 2012               | Viện Hàn lâm Nghệ thuật Điện ảnh và Truyền hình Anh quốc                | Giải BAFTA cho nam diễn viên chính xuất sắc nhất       | Shame                                                    | Đề cử     |
| 2012               | Giải Genie                                                              | Nam diễn viên xuất sắc nhất                            | A Dangerous Method                                       | Đề cử     |
| 2012               | The Richard Attenborough UK Regional Film Awards                        | Nam diễn viên chính xuất sắc nhất                      | Shame                                                    | Đoạt giải |
| 2012               | Giải Sant Jordi                                                         | Nam diễn viên nước ngoài xuất sắc nhất                 | A Dangerous Method, Jane Eyre, Shame, X-Men: First Class | Đoạt giải |
| 2012               | Evening Standard British Film Awards                                    | Nam diễn viên xuất sắc nhất                            | Shame, Jane Eyre                                         | Đoạt giải |
| 2012               | Giải Kermode                                                            | Nam diễn viên chính xuất sắc nhất                      | Shame                                                    | Đoạt giải |
| 2012               | Giải Jameson Empire                                                     | Empire Hero                                            |                                                          | Đoạt giải |
| 2012               | Giải Halfway                                                            | Nam diễn viên phụ xuất sắc nhất                        | Prometheus                                               | Đoạt giải |
| 2012               | Giải GQ Men of the Year                                                 | Nam diễn viên của năm                                  |                                                          | Đoạt giải |
| 2012               | Giải Phim châu Âu                                                       | Nam diễn viên châu Âu xuất sắc nhất                    | Shame                                                    | Đề cử     |
| 2012               | Hội phê bình phim London                                                | Nam diễn viên phụ của năm                              | Prometheus                                               | Đề cử     |
| 2013               | Giải Sao Thổ                                                            | Nam diễn viên phụ xuất sắc nhất                        | Prometheus                                               | Đề cử     |
| 2013               | Giải thưởng của Hội phê bình phim New York                              | Nam diễn viên phụ xuất sắc nhất                        | 12 Years a Slave                                         | Đề cử     |
| 2013               | Giải Tinh thần độc lập                                                  | Nam diễn viên phụ xuất sắc nhất                        | 12 Years a Slave                                         | Đề cử     |
| 2013               | Giải Satelite                                                           | Nam diễn viên phụ xuất sắc nhất                        | 12 Years a Slave                                         | Đề cử     |
| 2013               | Giải Hiệp hội phê bình phim Washington D.C                              | Dàn diễn viên xuất sắc nhất                            | 12 Years a Slave                                         | Đoạt giải |
| 2013               | Giải Hội phê bình phim Detroit                                          | Dàn diễn viên xuất sắc nhất                            | 12 Years a Slave                                         | Đề cử     |
| 2013               | Giải Hội phê bình phim trực tuyến                                       | Nam diễn viên phụ xuất sắc nhất                        | 12 Years a Slave                                         | Đoạt giải |
| 2013               | Giải Hiệp hội phê bình phim Washington D.C                              | Nam diễn viên phụ xuất sắc nhất                        | 12 Years a Slave                                         | Đề cử     |
| 2013               | Giải Hội phê bình phim Phoenix                                          | Nam diễn viên phụ xuất sắc nhất                        | 12 Years a Slave                                         | Đề cử     |
| 2013               | Giải Hội phê bình phim Phoenix                                          | Dàn diễn viên xuất sắc nhất                            | 12 Years a Slave                                         | Đề cử     |
| 2013               | Giải Hội phê bình phim San Diego                                        | Nam diễn viên phụ xuất sắc nhất                        | 12 Years a Slave                                         | Đề cử     |
| 2013               | Giải Hội phê bình phim San Diego                                        | Dàn diễn viên xuất sắc nhất                            | 12 Years a Slave                                         | Đề cử     |
| 2013               | Giải Hội phê bình phim San Francisco                                    | Nam diễn viên phụ xuất sắc nhất                        | 12 Years a Slave                                         | Đề cử     |
| 2013               | Giải Hiệp hội phê bình phim St. Louis Gateway                           | Nam diễn viên phụ xuất sắc nhất                        | 12 Years a Slave                                         | Đề cử     |
| 2013               | Giải thưởng của Hội Diễn viên Điện ảnh                                  | Nam diễn viên phụ xuất sắc nhất                        | 12 Years a Slave                                         | Đề cử     |
| 2013               | Giải thưởng của Hội Diễn viên Điện ảnh                                  | Dàn diễn viên xuất sắc nhất                            | 12 Years a Slave                                         | Đề cử     |
| 2013               | Giải Quả cầu vàng                                                       | Nam diễn viên phụ xuất sắc nhất trong phim điện ảnh    | 12 Years a Slave                                         | Đề cử     |
| 2013               | Hội các nữ phóng viên điện ảnh                                          | Nam diễn viên phụ xuất sắc nhất                        | 12 Years a Slave                                         | Đề cử     |
| 2013               | Hội các nữ phóng viên điện ảnh                                          | Dàn diễn viên xuất sắc nhất                            | 12 Years a Slave                                         | Đề cử     |
| 2013               | Hiệp hội phê bình phim Chicago                                          | Nam diễn viên phụ xuất sắc nhất                        | 12 Years a Slave                                         | Đề cử     |
| 2013               | Hội phê bình phim thành phố Kansas                                      | Nam diễn viên phụ xuất sắc nhất                        | 12 Years a Slave                                         | Đoạt giải |
| 2013               | Hiệp hội Phê bình Phim Phát sóng                                        | Nam diễn viên phụ xuất sắc nhất                        | 12 Years a Slave                                         | Đề cử     |
| 2013               | Hội phê bình phim Vancouver                                             | Nam diễn viên phụ xuất sắc nhất                        | 12 Years a Slave                                         | Đề cử     |
| 2013               | Hội phê bình phim Dallas–Fort Worth                                     | Nam diễn viên phụ xuất sắc nhất                        | 12 Years a Slave                                         | Đề cử     |
| 2013               | Hội phê bình phim Utah                                                  | Nam diễn viên phụ xuất sắc nhất                        | 12 Years a Slave                                         | Đề cử     |
| 2013               | Hiệp hội các nhà phê bình phim miền Đông Nam                            | Nam diễn viên phụ xuất sắc nhất                        | 12 Years a Slave                                         | Đề cử     |
| 2013               | Hiệp hội phê bình phim Toronto                                          | Nam diễn viên phụ xuất sắc nhất                        | 12 Years a Slave                                         | Đề cử     |
| 2013               | Hội phê bình phim London                                                | Nam diễn viên phụ của năm                              | 12 Years a Slave                                         | Đề cử     |
| 2013               | Hội phê bình phim London                                                | Nam diễn viên Anh quốc của năm                         | 12 Years a Slave                                         | Đề cử     |
| 2013               | Hội phê bình phim London                                                | Nam diễn viên Anh quốc của năm                         | The Counselor                                            | Đề cử     |
| 2013               | Hội phê bình phim online Boston                                         | Dàn diễn viên xuất sắc nhất                            | 12 Years a Slave                                         | Đoạt giải |
| Viện phim Úc       | Nam diễn viên phụ xuất sắc nhất                                         | 12 Years a Slave                                       | Đoạt giải                                                |           |
| Giải Black Reel    | Dàn diễn viên xuất sắc nhất                                             | 12 Years a Slave                                       | Đề cử                                                    |           |
| 2014               | Giải Oscar                                                              | Nam diễn viên phụ xuất sắc nhất                        | 12 Years a Slave                                         | Đề cử     |
| 2014               | Giải Liên hoan phim Capri                                               | Nam diễn viên phụ xuất sắc nhất                        | 12 Years a Slave                                         | Đoạt giải |
| 2014               | Viện Hàn lâm Nghệ thuật Điện ảnh và Truyền hình Anh quốc                | Giải BAFTA cho nam diễn viên phụ xuất sắc nhất         | 12 Years a Slave                                         | Đề cử     |
| 2014               | Giải Hiệp hội phê bình phim Iowa                                        | Nam diễn viên phụ xuất sắc nhất                        | 12 Years a Slave                                         | Đoạt giải |
| 2014               | Giải Hiệp hội các nhà phê bình phim da đen                              | Dàn diễn viên xuất sắc nhất                            | 12 Years a Slave                                         | Đoạt giải |
| 2014               | Giải Hiệp hội phê bình phim Georgia                                     | Nam diễn viên phụ xuất sắc nhất                        | 12 Years a Slave                                         | Đoạt giải |
| 2014               | Giải Hội phê bình phim Bắc Carolina                                     | Nam diễn viên phụ xuất sắc nhất                        | 12 Years a Slave                                         | Đoạt giải |
| 2014               | Giải Jameson Empire                                                     | Nam diễn viên phụ xuất sắc nhất                        | 12 Years a Slave                                         | Đoạt giải |
| 2014               | Giải Điện ảnh và Truyền hình Ireland                                    | Nam diễn viên phụ xuất sắc nhất                        | 12 Years a Slave                                         | Đoạt giải |
| 2014               | Giải Điện ảnh của MTV                                                   | Vai phản diện xuất sắc nhất                            | 12 Years a Slave                                         | Đề cử     |
| 2014               | Giải Sự lựa chọn của Giới trẻ                                           | Vai phản diện xuất sắc nhất                            | X-Men: Days of Future Past                               | Đề cử     |
| 2014               | Giải People's Choice                                                    | Nam diễn viên phim hành động được yêu thích nhất       | X-Men: Days of Future Past                               | Đề cử     |
| 2014               | Giải Phim độc lập Anh quốc                                              | Nam diễn viên phụ xuất sắc nhất                        | Frank                                                    | Đề cử     |
| 2014               | Giải National Film                                                      | Diễn xuất đột phá                                      | Frank                                                    | Đề cử     |
| 2014               | Giải Village Voice Film Poll                                            | Nam diễn viên phụ xuất sắc nhất                        | Frank                                                    | Đề cử     |
| 2014               | Giải Lost Weekend                                                       | Nam diễn viên xuất sắc nhất                            | Frank                                                    | Đoạt giải |
| 2015               | Giải Chlotrudis                                                         | Nam diễn viên phụ xuất sắc nhất                        | Frank                                                    | Đề cử     |
| 2015               | Giải CinEuphoria quốc tế                                                | Nam diễn viên phụ xuất sắc nhất                        | Frank, 12 Years a Slave                                  | Đoạt giải |
| 2015               | Giải Điện ảnh và Truyền hình Ireland                                    | Nam diễn viên xuất sắc nhất                            | Frank                                                    | Đề cử     |
| 2015               | Giải Phim độc lập Anh quốc                                              | Nam diễn viên chính xuất sắc nhất                      | Macbeth                                                  | Đề cử     |
| 2015               | Giải Satellite                                                          | Nam diễn viên chính xuất sắc nhất                      | Steve Jobs                                               | Đề cử     |
| 2015               | Hiệp hội phê bình phim Los Angeles                                      | Nam diễn viên chính xuất sắc nhất                      | Steve Jobs                                               | Đoạt giải |
| 2015               | Hội phê bình phim trực tuyến                                            | Nam diễn viên chính xuất sắc nhất                      | Steve Jobs                                               | Đoạt giải |
| 2015               | Hiệp hội phê bình phim Washington D.C                                   | Nam diễn viên chính xuất sắc nhất                      | Steve Jobs                                               | Đề cử     |
| 2015               | Liên hoan phim quốc tế Palm Springs                                     | International Star Award                               | Steve Jobs                                               | Đoạt giải |
| 2015               | Nhóm phê bình phim San Francisco                                        | Nam diễn viên chính xuất sắc nhất                      | Steve Jobs                                               | Đề cử     |
| 2015               | Hội các nhà phê bình phim Phoenix                                       | Nam diễn viên chính xuất sắc nhất                      | Steve Jobs                                               | Đoạt giải |
| 2015               | Hội phê bình phim Austin                                                | Nam diễn viên chính xuất sắc nhất                      | Steve Jobs                                               | Đoạt giải |
| 2015               | Hội phê bình phim London                                                | Nam diễn viên chính xuất sắc nhất                      | Steve Jobs, Macbeth, Slow West                           | Đề cử     |
| 2015               | Hội phê bình phim Detroit                                               | Nam diễn viên chính xuất sắc nhất                      | Steve Jobs                                               | Đề cử     |
| 2015               | Hội phê bình phim Chicago                                               | Nam diễn viên chính xuất sắc nhất                      | Steve Jobs                                               | Đề cử     |
| 2015               | Hội phê bình phim Dallas-Forth Worth                                    | Nam diễn viên chính xuất sắc nhất                      | Steve Jobs                                               | Đề cử     |
| 2015               | Hội phê bình phim Florida                                               | Nam diễn viên chính xuất sắc nhất                      | Steve Jobs                                               | Đề cử     |
| 2015               | Hội phê bình phim Kansas City                                           | Nam diễn viên chính xuất sắc nhất                      | Steve Jobs                                               | Đề cử     |
| 2015               | Hội phê bình phim Đông Nam                                              | Nam diễn viên chính xuất sắc nhất                      | Steve Jobs                                               | Đề cử     |
| 2015               | Giải Indiewire Critics' Poll                                            | Nam diễn viên chính xuất sắc nhất                      | Steve Jobs                                               | Đoạt giải |
| 2016               | Giải Quả cầu vàng                                                       | Nam diễn viên phim chính kịch xuất sắc nhất            | Steve Jobs                                               | Đề cử     |
| 2016               | Hội phê bình phim Houston                                               | Nam diễn viên chính xuất sắc nhất                      | Steve Jobs                                               | Đoạt giải |
| 2016               | Giải thưởng của Hội Diễn viên Điện ảnh                                  | Nam diễn viên chính xuất sắc nhất                      | Steve Jobs                                               | Đề cử     |
| 2016               | Giải Lựa chọn của các nhà phê bình Critics' Choice                      | Nam diễn viên chính xuất sắc nhất                      | Steve Jobs                                               | Đề cử     |
| 2016               | Giải Oscar                                                              | Nam diễn viên phụ xuất sắc nhất                        | Steve Jobs                                               | Đề cử     |
| 2016               | Viện Hàn lâm Nghệ thuật Điện ảnh và Truyền hình Anh quốc                | Giải BAFTA cho nam diễn viên chính xuất sắc nhất       | Steve Jobs                                               | Đề cử     |
| 2016               | Giải của Hội phê bình phim Australia                                    | Nam diễn viên chính xuất sắc nhất                      | Steve Jobs                                               | Đề cử     |
| 2016               | Giải của Hiệp hội các nữ phóng viên điện ảnh                            | Nam diễn viên chính xuất sắc nhất                      | Steve Jobs                                               | Đề cử     |
| 2016               | Giải của Hội phê bình phim Bắc Carolina                                 | Nam diễn viên chính xuất sắc nhất                      | Steve Jobs                                               | Đề cử     |
| 2016               | Giải của Hội phê bình phim trung tâm Ohio                               | Nam diễn viên chính xuất sắc nhất                      | Steve Jobs                                               | Đề cử     |
| 2016               | Giải của Hội phê bình phim trung tâm Ohio                               | Nam diễn viên của năm                                  | Steve Jobs, Macbeth, Slow West                           | Đề cử     |
| 2016               | Giải của Hội phê bình phim Vancouver                                    | Nam diễn viên chính xuất sắc nhất                      | Steve Jobs                                               | Đoạt giải |
| 2016               | Giải London Evening Standard                                            | Nam diễn viên chính xuất sắc nhất                      | Steve Jobs, Macbeth                                      | Đề cử     |
| 2016               | Giải của Hội phóng viên điện ảnh Indiana                                | Nam diễn viên chính xuất sắc nhất                      | Steve Jobs                                               | Đề cử     |
| 2016               | Hội phê bình phim Georgia                                               | Nam diễn viên chính xuất sắc nhất                      | Steve Jobs                                               | Đề cử     |
| 2016               | Hội phê bình phim Seattle                                               | Nam diễn viên chính xuất sắc nhất                      | Steve Jobs                                               | Đề cử     |
| 2016               | Hội phê bình phim Toronto                                               | Nam diễn viên chính xuất sắc nhất                      | Steve Jobs                                               | Đề cử     |
| 2016               | Giải Jupiter                                                            | Nam diễn viên chính xuất sắc nhất                      | Steve Jobs                                               | Đoạt giải |
| 2016               | Giải Điện ảnh và Truyền hình Ireland                                    | Nam diễn viên chính xuất sắc nhất                      | Steve Jobs                                               | Đoạt giải |
| 2016               | Giải Phim độc lập Anh quốc                                              | Nam diễn viên chính xuất sắc nhất                      | Trespass Against Us                                      | Đề cử     |
| (Source: IMDb.com) |                                                                         |                                                        |                                                          |           |